# Dangeau
Dangeau – miejscowość i gmina we Francji, w Regionie Centralnym, w departamencie Eure-et-Loir. W 2013 roku populacja gminy w ówczesnym rozmiarze wynosiła 958 mieszkańców. 
1 stycznia 2018 roku połączono trzy gminy: Bullou, Dangeau oraz Mézières-au-Perche. Siedzibą gminy została miejscowość Dangeau, od której powzięła nazwę gmina powstała w wyniku połączenia.